# Ghost Dog: The Way of the Samurai
Ghost Dog: The Way of the Samurai és una pel·lícula dramàtica d'acció de 1999, una barreja dels films de gàngsters i de samurais escrita i dirigida per Jim Jarmusch i coproduïda per França, Alemanya, Estats Units i Japó. És protagonitzada per Forest Whitaker en el paper "Ghost Dog", un misteriós assassí a sou que es regeix per l'antic codi samurai descrit a Hagakure, i és un homenatge a la pel·lícula El samurai (1967), de Jean-Pierre Melville.

## Argument
Ghost Dog (Forest Whitaker), un home solitari a qui li agrada el hip-hop, és un sicari de la màfia italiana que viu al terrat d'un edifici amb els seus coloms, els quals utilitza per a comunicar-se amb els seus clients. Serveix amb total devoció Louie (John Tormey), un gàngster que va salvar-li la vida en la seva infància i amb qui estableix un vincle de vassallatge regint-se per l'antic codi dels samurais recollit a Hagakure, disposat a complir totes les seves ordres.
Es fa amic de Raymond (Isaach de Bankolé), un venedor de gelats haitià que treballa al parc i que només parla francès, i també de Pearline (Camille Winbush), una nena a qui li deixa el llibre Rashōmon que va donar-li Louise (Tricia Vessey), la filla de Ray Vargo (Henry Silva), el cap de la màfia.
Louie li encarrega matar Handsome Frank, un gàngster que és l'amant de Louise. Un cop Ghost Dog ha matat l'home marxa sense adonar-se que la noia també hi era. Per tal de no veure's implicada en l'assassinat, la família decideix eliminar Ghost Dog i rastreja tots els colomars de la ciutat fins a donar amb el seu i matar-ne tots els ocells. En sentir-se traït, Ghost Dog trama el seu propi pla de defensa: ha d'exterminar tota la màfia o seran ells qui els matin a ell i al seu senyor.

## Repartiment
| - Forest Whitaker: Ghost Dog - John Tormey: Louie - Henry Silva: Ray Vargo - Cliff Gorman: Sonny Valerio - Isaach de Bankolé: Raymond - Camille Winbush: Pearline - Tricia Vessey: Louise Vargo - Gene Ruffini: vell consigliere - Frank Minucci: Big Angie - Richard Portnow: Handsome Frank - Frank Adonis: guardaespatlles de Valerio - Victor Argo: Vinny - Kenny Guay: noi a la finestra - Vince Viverito: Johnny Morini - Dennis Liu: propietari del restaurant xinès - RZA: samurai de camuflatge - Gary Farmer: Nobody (nadiu americà cayuga) - Vinny Vella: Sammy the Snake - Shi Yan Ming: mestre kungfu |

## Premis i nominacions
Va aconseguir el Premi de l'Audiència del Festival de Tallinn (1999), i va estar nominada a la Palma d'Or del Festival Internacional de Cinema de Canes (1999), al César a la millor pel·lícula estrangera (2000) i a l'Independent Spirit a la millor pel·lícula (2001).

## Banda sonora
La banda sonora de la pel·lícula va ser produïda per RZA (membre del grup Wu-Tang Clan). L'àlbum va tenir diferents versions: una per Japó i l'altra per a la resta del món; la versió japonesa conté alguns temes que no apareixen al film, de la mateixa manera que hi ha cançons que surten a la pel·lícula però no a la banda sonora. També conté cites (en anglès) que el personatge Ghost Dog llegeix d'Hagakure, el llibre del samurai escrit per Yamamoto Tsunetomo.
La versió estatunidenca (la internacional) conté els següents temes:

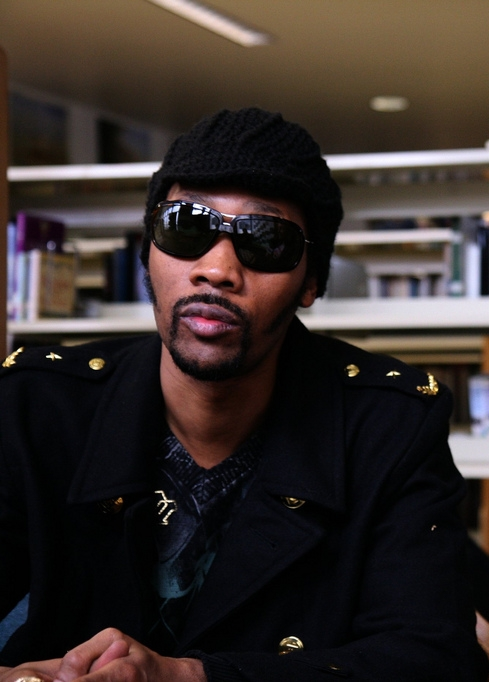
El rapper i productor musical RZA en una imatge de 2009.

1. "Samurai Code Quotation" - 00:15 (llegit per Forest Whitaker)
2. "Strange Eyes" - Sunz of Man/12 O'Clock/Blue Raspberry - 05:05
3. "4 Sho Sho" - Northstar/RZA/Blue Raspberry - 04:44
4. "Zip Code" - Black Knights - 03:06
5. "Samurai Code Quotation" - 00:17 (llegit per Forest Whitaker)
6. "Cakes" - Kool G Rap - 03:58
7. "Samurai Code Quotation" - 00:18 (llegit per Forest Whitaker)
8. "Don't Test/Wu Stallion" - Suga Bang Bang - 04:34
9. "Walking Through the Darkness" - Tekitha - 03:21
10. "The Man" - Masta Killa/Superb - 04:15
11. "Samurai Code Quotation" - 00:14 (llegit per Forest Whitaker)
12. "Walk The Dogs" - Royal Fam/La the Darkman - 04:04
13. "Stay With Me" - Melodie/12 O'Clock - 03:23
14. "East New York Stamp" - Jeru the Damaja i Afu-Ra - 02:05
15. "Samurai Code Quotation" - 00:33 (llegit per Forest Whitaker)
16. "Fast Shadow" - Wu-Tang Clan - 02:47
17. "Samurai Code Quotation" - 00:21 (llegit per Forest Whitaker)
18. "Samurai Showdown" - RZA - 03:59
19. "Samurai Code Final Quotation" - 00:35 (llegit per Forest Whitaker)
20. "Flying Birds" (tema ocult extra, instrumental) - RZA - 01:13
21. "Ninjastep" (tema ocult extra, instrumental) - RZA - 04:02